# Teller (företag)
Teller är ett företag som underlättar kontokortbetalningar för kunder i Norden. Kontor finns i Köpenhamn, Stockholm och Oslo. Teller är en del av koncernen Nets, som står som ägare för Tellers moderbolag Nordito AS.

## Historia
Teller grundades år 1977 och gick då under namnet Visa Norge, men bytte år 2003 namn till Teller och lade till MasterCard i sin produktportfölj. År 2006 utvidgades portföljen ytterligare när de köpte rättigheter till American Express. Hösten 2007 beslutade styrelserna för Teller och BBS att etablera det gemensamma holdingbolaget Nordito, med Teller och BBS AB som dotterbolag.
Teller är sedan 2010 en del av Nets Holdings A/S som är en nordisk leverantör av betalnings-, kort- och informationslösningar, med ambition att expandera sin verksamhet på den europeiska marknaden. Nets är resultatet av en fusion mellan danska PBS Holding AS och norska Nordito AS.
Måndagen den 24 mars 2014 såldes Nets inklusive alla dess dotterbolag och 100 % av aktiekapitalet för drygt 20 miljarder svenska kronor. Köparna var Advent International och Bain Capital, två amerikanska riskkapitalbolag, samt det danska pensionsbolaget ATP. Försäljningen ska godkännas av danska myndigheter i slutet av andra kvartalet 2014.

## Affärsområden
Teller gör det möjligt för företag och butiker att ta emot kortbetalningar via avtal med Visa, MasterCard, japanska JCB och Kinas största kreditkort Unionpay. Betalningslösningarna riktar sig till kunder som är i behov av inlösenavtal för att ta emot lokala och internationella kort i fysiska butiker, nätbutiker, självbetjäningsautomater samt via post- och telefonorder.
Teller övervakar och undersöker kortbedrägeri dygnet runt. De samarbetar med polis och internationella kortorganisationer för att spåra och stoppa bedrägerier.